# 三川浦站
三川浦站（韓語：삼천포역）是朝鮮民主主義人民共和國平安南道文德郡的一個鐵路車站，属于安州煤矿线(南洞支线)和清南线。

## 邻近车站
安州煤矿线(南洞支线)
清南站 - 三川浦站 - 南洞站
清南线
仓东站 - 三川浦站 - 西市站